# Zentrales Haus des Schachspielers

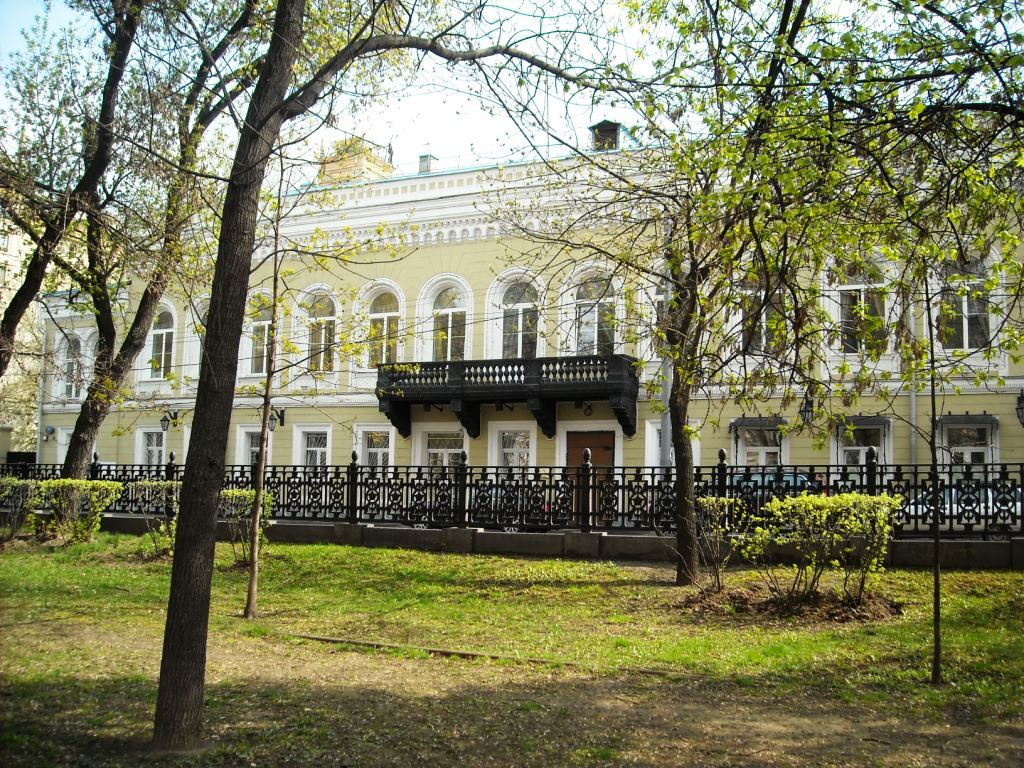
Zentrales Haus des Schachspielers

Das zentrale Haus des Schachspielers (russisch Центральный дом шахматиста) ist eine Schachorganisation mit Sitz in Moskau. Es wurde im August 1956 auf Betreiben von Michail Botwinnik und Wladimir Alatorzew als Zentraler Schachklub der UdSSR gegründet.

## Geschichte
Der neugegründete Klub bezog ein im frühen 19. Jahrhundert erbautes Gebäude am Gogolewski Boulevard 14, welches einst der Mäzenin Nadeschda von Meck gehörte. In seinen Räumen wurden zudem die Schachabteilung des Staatskomitees für Körperkultur und Sport der UdSSR, die Schachmaty w SSSR-Redaktion und ein Schachmuseum untergebracht. Heute beherbergt das Gebäude den russischen Schachverband und die 64-Redaktion.
Mitte der 1970er Jahre zählte der Klub circa 1600 Mitglieder, darunter Weltmeister Karpow, Botwinnik, Smyslow und Petrosjan. Als Ratsvorsitzender fungierte Großmeister Alexander Kotow. Es wurden zahlreiche Turniere, Simultanspiele und andere Veranstaltungen durchgeführt. An den jährlichen Fernschachturnieren nahmen etwa 2500 Spieler teil. Jedes Jahr wurden hunderte, zum Teil auswärtige Vorträge von den Klub-Mitarbeitern organisiert.
1956 empfing der Moskauer Klub den FIDE-Kongress und 1961 den ICCF-Kongress. Auch als Ausrichter internationaler Turniere, die seit 1964 nicht nur in der Hauptstadt stattfanden, hat sich der Klub einen Namen gemacht. Zu den Spielern, die bei den ersten Ausgaben seine Normen erfüllten, zählen Ratmir Cholmow (GM), Jewgeni Wassjukow (GM), Wladimir Antoschin (IM und GM), Wladimir Liberson (IM und GM), Wladimir Bagirow, Vlastimil Hort und Leonid Schamkowitsch (alle IM). Während seines ersten und einzigen Besuchs in der UdSSR 1958 spielte hier Bobby Fischer Blitz-Partien gegen führende sowjetische Schachmeister.
Nach der Auflösung der Sowjetunion wurde der Schachklub umbenannt. Heute trägt er den Namen des Ex-Weltmeisters Michail Botwinnik. 2011 wurde am Haus eine ihm gewidmete Gedenktafel enthüllt.